# Pallamano L'Aquila
La Pallamano L'Aquila è una società pallamanistica dell'Aquila attualmente militante nel campionato di serie B girone Marche-Abruzzo.

## Storia
La Pallamano L'Aquila affiliata alla FIGH  fino alla stagione sportiva 2008/2009 con il codice societario 2919, nasce dalla fusione  nella Stagione Sportiva 2003/2004 tra il CUS pallamano L'Aquila e Handball Club L'Aquila affiliata alla FIGH con codice societario 00174.
Nel recente passato (prima della fusione stagione agonistica 2002/03) ha disputato il campionato di serie B mancando la promozione in A2 per un solo punto. L'assenza di risorse economiche ha costretto la società ad un cambio di strategia, concentrando le risorse esclusivamente sul settore giovanile. 
Con il cambiamento dei campionati (che prevede l'eliminazione della serie C, la serie B come girone regionale e non più nazionale, e la creazione di 6 gironi da 12 squadre per quanto riguarda l'A2), il CUS Pallamano L'Aquila ha fatto richiesta di partecipazione nel campionato di A2 per la stagione 2010/11. La richiesta è stata accettata.
Dopo il campionato della stagione 2010/11, la società ha fatto richiesta di ripescaggio, essendo arrivata ultima e retrocessa; la richiesta è stata accettata e pertanto è rimasta in A2, anche nella stagione successiva.

## Rosa stagione 2016/17
| N° | Naz.                  | Ruolo         | Sportivo                     |  |  |  |
| -- | --------------------- | ------------- | ---------------------------- |  |  |  |
| 1  | Italia (bandiera)     | ALA SX        | Daniele Lozzi                |  |  |  |
| 2  | Italia (bandiera)     | PIVOT         | Domenico Tedeschini          |  |  |  |
| 3  | Italia (bandiera)     | ALA SX        | Pietro Forcella              |  |  |  |
| 4  | Italia (bandiera)     | PIVOT         | Piergiorgio Patrizii         |  |  |  |
| 7  | Italia (bandiera)     | ALA SX        | Andrea De Sanctis            |  |  |  |
| 8  | Italia (bandiera)     | PIVOT         | Luigi Fradiani               |  |  |  |
| 9  | Italia (bandiera)     | TER DX        | Luca Santucci                |  |  |  |
| 10 | Italia (bandiera)     | CEN           | Gino Pucci                   |  |  |  |
| 11 | Italia (bandiera)     | CEN/ALA SX    | Gianmarco Blair              |  |  |  |
| 12 | Italia (bandiera)     | POR           | Alessandro Seccia            |  |  |  |
| 17 | Spagna (bandiera)     | ALA SX        | Francisco Espinosa Contreras |  |  |  |
| 19 | Portogallo (bandiera) | TER SX        | Rafael Lacerda Vidal         |  |  |  |
| 21 | Italia (bandiera)     | PIVOT         | Gianluca Nappo               |  |  |  |
| 22 | Giordania (bandiera)  | ALA DX        | Mohammad Ahmad               |  |  |  |
| 23 | Italia (bandiera)     | PIVOT         | Gabriele Grimaldi            |  |  |  |
| 31 | Italia (bandiera)     | POR           | Simone Fagioli               |  |  |  |
| 55 | Italia (bandiera)     | TER SX        | Pietro Colicchia             |  |  |  |
| 63 | Italia (bandiera)     | CEN           | Giuseppe Berti De Marinis    |  |  |  |
| 69 | Italia (bandiera)     | TER SX        | Stefano Scotti               |  |  |  |
| 81 | Italia (bandiera)     | POR           | Giuliano Rossi               |  |  |  |
| 94 | Italia (bandiera)     | ALA DX/TER DX | Gino De Meo                  |  |  |  |
| 99 | Italia (bandiera)     | ALA DX        | Alessandro Liberati          |  |  |  |

## Cronistoria
| Anno    | Serie | Piazzamento | Nome                   |
| ------- | ----- | ----------- | ---------------------- |
| 1980/81 | B     | 10°         | L'Aquila Fayer         |
| 1981/82 | C     | 10°         | L'Aquila Fayer         |
| 1982/83 | C     | 10°         | L'Aquila Fayer         |
| 1983/84 | D     | 3°          | L'Aquila Rugby         |
| 1984/85 | D     | 1°          | L'Aquila Rugby         |
| 1985/86 | D     | 5°          | GS L'Aquila            |
| 1986/87 | D     | 4°          | H.C. L'Aquila          |
| 1987/88 | C     | 3°          | H.C. L'Aquila          |
| 1988/89 | C     | 1°          | H.C. L'Aquila          |
| 1989/90 | B     | 8°          | H.C. L'Aquila          |
| 1990/91 | B     | 10°         | H.C. L'Aquila          |
| 1996/97 | C     | 2°          | L'Aquila Rugby         |
| 1997/98 | B     | 9°          | L'Aquila Rugby         |
| 1998/99 | C     | 4°          | L'Aquila Rugby         |
| 1999/00 | C     | 3°          | L'Aquila Rugby         |
| 2000/01 | C     | 1°          | L'Aquila Rugby         |
| 2001/02 | B     | 3°          | L'Aquila Pallamano     |
| 2002/03 | B     | 2°          | Edilbelvedere L'Aquila |
| 2003/04 | C     | 1°          | Cus L'Aquila           |
| 2004/05 | B     | 5°          | Cus L'Aquila           |
| 2005/06 | B     | 6°          | Cus L'Aquila           |
| 2006/07 | C     | 1°          | Cus L'Aquila           |
| 2007/08 | C     | 3°          | Cus L'Aquila           |
| 2008/09 | C     | 1°          | Cus L'Aquila           |
| 2009/10 | B     | 5°          | Cus L'Aquila           |
| 2010/11 | A2    | 8°          | Cus L'Aquila           |
| 2011/12 | A2    | 6°          | Cus L'Aquila           |
| 2012/13 | B     | 6°          | ASD C-Us L'Aquila      |
| 2013/14 | B     | 6°          | Cus L'Aquila           |
| 2014/15 | B     | 6°          | Cus L'Aquila           |
| 2015/16 | B     | 5°          | CUS Pallamano L'Aquila |
| 2016/17 | B     | 4°          | CUS Pallamano L'Aquila |
| 2017/18 | B     | 4°          | Pallamano L'Aquila     |
| 2018/19 | B     | 10°         | Pallamano L'Aquila     |